# Mistrzostwa Europy w Pływaniu 2008
29. Mistrzostwa Europy w Pływaniu odbyły się w Eindhoven (Holandia) pod patronatem Europejskiej Federacji Pływackiej (LEN – Ligue Européenne de Natation). Trwały od 13 do 24 marca 2008. Oprócz zawodów pływackich na krytym basenie 50-metrowym, zawodnicy rywalizowali w skokach do wody i pływaniu synchronicznym.
Były to drugie w historii mistrzostwa Europy w pływaniu zorganizowane w Holandii. Poprzednie odbyły się w Utrechcie w 1966 roku.

## Klasyfikacja medalowa
| Klasyfikacja medalowa |                 |    |   |   |     |
| Lp.                   | Państwo         | Z  | S | B | R-m |
| 1                     | Rosja           | 12 | 7 | 6 | 25  |
| 2                     | Włochy          | 5  | 7 | 9 | 21  |
| 3                     | Francja         | 5  | 4 | 3 | 12  |
| 4                     | Hiszpania       | 5  | 3 | 4 | 12  |
| 5                     | Niemcy          | 4  | 4 | 1 | 9   |
| 6                     | Holandia        | 4  | 3 | 3 | 10  |
| 7                     | Węgry           | 3  | 4 | 2 | 9   |
| 8                     | Austria         | 3  | 2 | 2 | 7   |
| 9                     | Szwecja         | 3  | 1 | 6 | 10  |
| 10                    | Ukraina         | 2  | 3 | 8 | 13  |
| 11                    | Grecja          | 2  | 2 | 0 | 4   |
| 11                    | Wielka Brytania | 2  | 2 | 0 | 4   |
| 13                    | Norwegia        | 1  | 2 | 0 | 3   |
| 14                    | Szwajcaria      | 1  | 1 | 0 | 2   |
| 14                    | Słowenia        | 1  | 1 | 0 | 2   |
| 16                    | Serbia          | 1  | 0 | 0 | 1   |
| 17                    | Finlandia       | 0  | 3 | 0 | 3   |
| 18                    | Chorwacja       | 2  | 1 | 0 | 3   |
| 19                    | Rumunia         | 0  | 1 | 4 | 5   |
| 20                    | Polska          | 0  | 1 | 1 | 2   |
| 20                    | Białoruś        | 0  | 1 | 1 | 2   |
| 22                    | Dania           | 0  | 0 | 1 | 1   |
| 22                    | Litwa           | 0  | 0 | 1 | 1   |
| 22                    | Słowacja        | 0  | 0 | 1 | 1   |

### Mężczyźni
| Konkurencja:        | Złoto:                                                                                | Czas        | Srebro:                                                                                 | Czas     | Brąz:                                                                                     | Czas     |
| Styl dowolny        |                                                                                       |             |                                                                                         |          |                                                                                           |          |
| Mężczyźni 50 m      | Alain Bernard · Francja                                                               | 21,66       | Duje Draganja · Chorwacja                                                               | 22,00    | Stefan Nystrand · Szwecja                                                                 | 22,16    |
| Mężczyźni 100 m     | Alain Bernard · Francja                                                               | 47,50 WR    | Stefan Nystrand · Szwecja                                                               | 48,40    | Filippo Magnini · Włochy                                                                  | 48,53    |
| Mężczyźni 200 m     | Paul Biedermann · Niemcy                                                              | 1:46,59     | Amaury Leveaux · Francja                                                                | 1:46,99  | Massimiliano Rosolino · Włochy                                                            | 1:47,33  |
| Mężczyźni 400 m     | Jurij Priłukow · Rosja                                                                | 3:45,10 CR  | Massimiliano Rosolino · Włochy                                                          | 3:45,19  | Nikita Łobincew · Rosja                                                                   | 3:46,75  |
| Mężczyźni 800 m     | Gergő Kis · Węgry                                                                     | 7:51,94 CR  | Samuel Pizzetti · Włochy                                                                | 7:54,09  | Dragoș Coman · Rumunia                                                                    | 7:54,37  |
| Mężczyźni 1500 m    | Jurij Priłukow · Rosja                                                                | 14:50,40 CR | David Davies · Wielka Brytania                                                          | 14:54,28 | Mateusz Sawrymowicz · Polska                                                              | 14:58,78 |
| Styl grzbietowy     |                                                                                       |             |                                                                                         |          |                                                                                           |          |
| Mężczyźni 50 m      | Aristidis Grigoriadis · Grecja                                                        | 25,13       | Flori Lang · Szwajcaria                                                                 | 25,18    | Ľuboš Križko · Słowacja                                                                   | 25,44    |
| Mężczyźni 100 m     | Markus Rogan · Austria                                                                | 54,03       | Aristidis Grigoriadis · Grecja                                                          | 54,27    | Arkadij Wiatczanin · Rosja                                                                | 54,45    |
| Mężczyźni 200 m     | Markus Rogan · Austria                                                                | 1:55,85     | Arkadij Wiatczanin · Rosja                                                              | 1:57,04  | Răzvan Florea · Rumunia                                                                   | 1:57,53  |
| Styl klasyczny      |                                                                                       |             |                                                                                         |          |                                                                                           |          |
| Mężczyźni 50 m      | Ołeh Lisohor · Ukraina                                                                | 27,43       | Alexander Dale Oen · Norwegia                                                           | 27,53    | Alessandro Terrin · Włochy                                                                | 27,64    |
| Mężczyźni 100 m     | Alexander Dale Oen · Norwegia                                                         | 59,76 ER    | Hugues Duboscq · Francja                                                                | 59,78    | Ołeh Lisohor · Ukraina                                                                    | 1:00,53  |
| Mężczyźni 200 m     | Grigorij Falko · Rosja                                                                | 2:09,64 CR  | Alexander Dale Oen · Norwegia                                                           | 2:09,74  | Hugues Duboscq · Francja                                                                  | 2:09,91  |
| Styl motylkowy      |                                                                                       |             |                                                                                         |          |                                                                                           |          |
| Mężczyźni 50 m      | Milorad Čavić · Serbia                                                                | 23,11 ER    | Serhij Breus · Ukraina                                                                  | 23,48    | Rafael Muñoz · Hiszpania                                                                  | 23,60    |
| Mężczyźni 100 m     | Jewgienij Korotyszkin · Rosja                                                         | 51,89 CR    | Peter Mankoč · Słowenia                                                                 | 52,07    | Rafael Muñoz · Hiszpania                                                                  | 52,09    |
| Mężczyźni 200 m     | Janis Drymonakos · Grecja                                                             | 1:54,16 ER  | Paweł Korzeniowski · Polska                                                             | 1:54,38  | Nikołaj Skworcow · Rosja                                                                  | 1:54,65  |
| Styl zmienny        |                                                                                       |             |                                                                                         |          |                                                                                           |          |
| Mężczyźni 200 m     | László Cseh · Węgry                                                                   | 1:58,02     | Dinko Jukic · Austria                                                                   | 1:59,65  | Vytautas Janušaitis · Litwa                                                               | 2:00,17  |
| Mężczyźni 400 m     | László Cseh · Węgry                                                                   | 4:09,59 ER  | Janis Drymonakos · Grecja                                                               | 4:14,72  | Luca Marin · Włochy                                                                       | 4:16,69  |
| Styl dowolny        |                                                                                       |             |                                                                                         |          |                                                                                           |          |
| Mężczyźni 4 × 100 m | Marcus Piehl · Stefan Nystrand · Petter Stymne · Jonas Persson · Szwecja              | 3:15,41     | Massimiliano Rosolino · Alessandro Calvi · Christian Galenda · Filippo Magnini · Włochy | 3:15,77  | Mitja Zastrow · Bas van Velthoven · Robert Lijesen · Pieter van den Hoogenband · Holandia | 3:15,88  |
| Mężczyźni 4 × 200 m | Emiliano Brembilla · Massimiliano Rosolino · Nicola Cassio · Filippo Magnini · Włochy | 7:09,94     | Nikita Łobincew · Aleksander Suchorukow · Jewgienij Łagunow · Jurij Priłukow · Rosja    | 7:11,70  | Dominik Koll · Markus Rogan · David Brandl · Dinko Jukic · Austria                        | 7:13,99  |
| Styl zmienny        |                                                                                       |             |                                                                                         |          |                                                                                           |          |
| Mężczyźni 4 × 100 m | Arkadij Wiatczanin · Grigorij Falko · Jewgienij Korotyszkin · Andriej Greczin · Rosja | 3:34,25 ER  | Gordan Kožulj · Vanja Rogulj · Mario Todorović · Duje Draganja · Chorwacja              | 3:36,32  | Simon Sjödin · Jonas Andersson · Lars Frölander · Stefan Nystrand · Szwecja               | 3:36,85  |

### Kobiety
| Konkurencja:      | Złoto:                                                                               | Czas        | Srebro:                                                                                  | Czas     | Brąz:                                                                                   | Czas     |
| Styl dowolny      |                                                                                      |             |                                                                                          |          |                                                                                         |          |
| Kobiety 50 m      | Marleen Veldhuis · Holandia                                                          | 24,09 WR    | Hinkelien Schreuder · Holandia                                                           | 24,59    | Therese Alshammar · Szwecja                                                             | 24,71    |
| Kobiety 100 m     | Marleen Veldhuis · Holandia                                                          | 53,77       | Hanna-Maria Seppälä · Finlandia                                                          | 54,04    | Inge Dekker · Holandia                                                                  | 54,12    |
| Kobiety 200 m     | Sara Isakovič · Słowenia                                                             | 1:57,45     | Camelia Potec · Rumunia                                                                  | 1:57,47  | Ágnes Mutina · Węgry                                                                    | 1:58,06  |
| Kobiety 400 m     | Federica Pellegrini · Włochy                                                         | 4:01,53 WR  | Coralie Balmy · Francja                                                                  | 4:04,15  | Camelia Potec · Rumunia                                                                 | 4:05,62  |
| Kobiety 800 m     | Alessia Filippi · Włochy                                                             | 8:23,50     | Erika Villaecija · Hiszpania                                                             | 8:24,08  | Camelia Potec · Rumunia                                                                 | 8:25,28  |
| Kobiety 1500 m    | Flavia Rigamonti · Szwajcaria                                                        | 15:58,54 CR | Erika Villaecija · Hiszpania                                                             | 16:02,08 | Lotte Friis · Dania                                                                     | 16:11,26 |
| Styl grzbietowy   |                                                                                      |             |                                                                                          |          |                                                                                         |          |
| Kobiety 50 m      | Anastasija Zujewa · Rosja                                                            | 28,05 ER    | Nina Żiwanewska · Hiszpania                                                              | 28,11    | Sanja Jovanović · Chorwacja                                                             | 28,17    |
| Kobiety 100 m     | Anastasija Zujewa · Rosja                                                            | 59,41 ER    | Laure Manaudou · Francja                                                                 | 1:00,05  | Nina Żiwanewska · Hiszpania                                                             | 1:00,29  |
| Kobiety 200 m     | Laure Manaudou · Francja                                                             | 2:07,99     | Anastasija Zujewa · Rosja                                                                | 2:09,59  | Nikolett Szepesi · Węgry                                                                | 2:09,90  |
| Styl klasyczny    |                                                                                      |             |                                                                                          |          |                                                                                         |          |
| Kobiety 50 m      | Janne Schäfer · Niemcy                                                               | 31,08 CR    | Julia Jefimowa · Rosja                                                                   | 31,41    | Mirna Jukić · Austria                                                                   | 31,59    |
| Kobiety 100 m     | Mirna Jukić · Austria                                                                | 1:08,18     | Aliona Alieksiejewa · Rosja                                                              | 1:08,91  | Joline Höstman · Szwecja                                                                | 1:08,94  |
| Kobiety 200 m     | Julia Jefimowa · Rosja                                                               | 2:24,09 CR  | Mirna Jukić · Austria                                                                    | 2:24,58  | Aliona Alieksiejewa · Rosja                                                             | 2:25,22  |
| Styl motylkowy    |                                                                                      |             |                                                                                          |          |                                                                                         |          |
| Kobiety 50 m      | Chantal Groot · Holandia                                                             | 26,03       | Inge Dekker · Holandia                                                                   | 26,30    | Swietłana Chachłowa · Białoruś                                                          | 26,52    |
| Kobiety 100 m     | Sarah Sjöström · Szwecja                                                             | 58,44       | Inge Dekker · Holandia                                                                   | 58,50    | Aurore Mongel · Francja                                                                 | 58,54    |
| Kobiety 200 m     | Aurore Mongel · Francja                                                              | 2:06,59     | Emese Kovács · Węgry                                                                     | 2:06,71  | Mireia Belmonte · Hiszpania                                                             | 2:09,32  |
| Styl zmienny      |                                                                                      |             |                                                                                          |          |                                                                                         |          |
| Kobiety 200 m     | Mireia Belmonte · Hiszpania                                                          | 2:11,16 CR  | Evelyn Verrasztó · Węgry                                                                 | 2:12,93  | Camille Muffat · Francja                                                                | 2:13,63  |
| Kobiety 400 m     | Alessia Filippi · Włochy                                                             | 4:36,68     | Katinka Hosszú · Węgry                                                                   | 4:37,43  | Jana Martynowa · Rosja                                                                  | 4:37,86  |
| Styl dowolny      |                                                                                      |             |                                                                                          |          |                                                                                         |          |
| Kobiety 4 × 100 m | Inge Dekker · Ranomi Kromowidjojo · Femke Heemskerk · Marleen Veldhuis · Holandia    | 3:33,62 WR  | Erika Ferraioli · Federica Pellegrini · Maria Laura Simonetto · Cristina Chiuso · Włochy | 3:41,06  | Claire Hedenskog · Josefin Lillhage · Ida Marko-Varga · Magdalena Kuras · Szwecja       | 3:41,28  |
| Kobiety 4 × 200 m | Laure Manaudou · Coralie Balmy · Mylène Lazare · Alena Popchanka · Francja           | 7:52,09     | Joanne Jackson · Melanie Marshall · Ellen Gandy · Caitlin McClatchey · Wielka Brytania   | 7:52,36  | Alice Carpanese · Federica Pellegrini · Alessia Filippi · Renata Spagnolo · Włochy      | 7:55,69  |
| Styl zmienny      |                                                                                      |             |                                                                                          |          |                                                                                         |          |
| Kobiety 4 × 100 m | Elizabeth Simmonds · Kate Haywood · Jemma Lowe · Francesca Halsall · Wielka Brytania | 3:59,33 ER  | Anastasija Zujewa · Julia Jefimowa · Natalia Sutiagina · Daria Bieliakina · Rosja        | 4:00,47  | Hinkelien Schreuder · Jolijn van Valkengoed · Inge Dekker · Marleen Veldhuis · Holandia | 4:04,41  |

## Skoki
| Konkurencja:             | Złoto:                                           | Punkty | Srebro:                                       | Punkty | Brąz:                                         | Punkty |
| Skoki Indywidualne       |                                                  |        |                                               |        |                                               |        |
| Mężczyźni 1 m Trampolina | Illia Kwasza · Ukraina                           | 454,65 | Joona Puhakka · Finlandia                     | 432,80 | Christopher Sacchin · Włochy                  | 423,80 |
| Kobiety 1 m Trampolina   | Anna Lindberg · Szwecja                          | 293,85 | Nóra Barta · Węgry                            | 270,60 | Katja Dieckow · Niemcy                        | 264,15 |
| Mężczyźni 3 m Trampolina | Dmitrij Sautin · Rosja                           | 493,70 | Illia Kwasza · Ukraina                        | 468,70 | Joona Puhakka · Finlandia                     | 441,80 |
| Kobiety 3 m Trampolina   | Julija Pachalina · Rosja                         | 347,40 | Katja Dieckow · Niemcy                        | 330,80 | Ołena Fedorowa · Ukraina                      | 319,70 |
| Mężczyźni 10 m Platforma | Tom Daley · Wielka Brytania                      | 491,95 | Sascha Klein · Niemcy                         | 487,60 | Francesco Dell'uomo · Włochy                  | 481,30 |
| Kobiety 10 m Platforma   | Tania Cagnotto · Włochy                          | 355,35 | Julia Prokopczuk · Ukraina                    | 328,35 | Elina Eggers · Szwecja                        | 319,65 |
| Skoki Synchroniczne      |                                                  |        |                                               |        |                                               |        |
| Mężczyźni 3 m Trampolina | Jurij Kunakow · Dmitrij Sautin · Rosja           | 440,76 | Tobias Schellenberg · Andreas Wels · Niemcy   | 413,94 | Dmytro Łysenko · Anton Zacharow · Ukraina     | 406,56 |
| Kobiety 3 m Trampolina   | Julija Pachalina · Anastasia Pozdniakowa · Rosja | 327,57 | Heike Fischer · Ditte Kotzian · Niemcy        | 305,64 | Ołena Fedorowa · Ałewtina Koroliowa · Ukraina | 301,86 |
| Mężczyźni 10 m Platforma | Patrick Hausding · Sascha Klein · Niemcy         | 453,24 | Wadim Kaptur · Aliaksandr Warlamau · Białoruś | 427,35 | Konstantin Chanbekow · Oleg Wikułow · Rosja   | 426,24 |
| Kobiety 10 m Platforma   | Annett Gamm · Nora Subschinski · Niemcy          | 336,63 | Alina Czaplenko · Julia Prokopczuk · Ukraina  | 334,20 | Noemi Batki · Tania Cagnotto · Włochy         | 323,13 |

## Synchronizacja

### Tabela medalowa
| Pos. | Kraj      | Złoto | Srebro | Brąz | Suma |
| ---- | --------- | ----- | ------ | ---- | ---- |
| 1    | Hiszpania | 4     | 0      | 0    | 4    |
| 2    | Włochy    | 0     | 3      | 1    | 4    |
| 3    | Rosja     | 0     | 1      | 0    | 1    |
| 4    | Ukraina   | 0     | 0      | 3    | 3    |
| Suma | Suma      | 4     | 4      | 4    | 12   |

### Rezultaty
| Konkurencja: | Złoto: | Punkty | Srebro: | Punkty | Brąz: | Punkty |
| Solo         | Gemma Mengual · Hiszpania | 98,400 | Natalia Iszczenko · Rosja | 98,300 | Beatrice Adelizzi · Włochy | 94,000 |
| Dwójki       | Gemma Mengual · Andrea Fuentes · Hiszpania | 97,800 | Beatrice Adelizzi · Giulia Lapi · Włochy | 94,900 | Daria Juszko · Ksenija Sydorenko · Ukraina | 93,900 |
| Drużynowe    | Alba Cabello · Ona Carbonell · Raquel Corral · Andrea Fuentes · Thais Henríquez · Gemma Mengual · Irina Rodríguez · Paola Tirados · Hiszpania                                | 97,800 | Alessia Bigi · Elisa Bozzo · Costanza Fiorentini · Manila Flamini · Francesca Gangemi · Mariangela Perrupato · Sara Sgarzi · Federica Tommasi · Włochy                    | 95,200 | Hanna Bahirowa · Nadija Bereżna · Daria Czepak · Daria Juszko · Hanna Chmelnyćka · Olha Kondraszowa · Julija Marianko · Ksenija Sydorenko · Ukraina                               | 93,300 |
| Kombinacja   | Alba Cabello · Raquel Corral · Andrea Fuentes · Thais Henríquez · Laura López · Gemma Mengual · Gisela Morón · Irina Rodríguez · Paola Tirados · Cristina Violán · Hiszpania | 97,900 | Alessia Bigi · Elisa Bozzo · Costanza Fiorentini · Manila Flamini · Francesca Gangemi · Mariangela Perrupato · Dalila Schiesaro · Sara Sgarzi · Federica Tommasi · Włochy | 95,100 | Hanna Bahirowa · Nadija Bereżna · Daria Czepak · Inha Hiller · Daria Juszko · Hanna Chmelnyćka · Olha Kondraszowa · Julija Marianko · Olha Szewczuk · Ksenija Sydorenko · Ukraina | 94,100 |